# Mirabueno
Mirabueno ist ein Ort und eine Gemeinde (municipio) mit 85 Einwohnern (Stand: 2024) im Südwesten der Provinz Guadalajara in der Autonomen Gemeinschaft Kastilien-La Mancha. 

## Lage und Klima
Mirabueno liegt in einer Höhe von ca. 1065 m in der Kulturlandschaft der Serranía. Die Entfernung zur südlich gelegenen Provinzhauptstadt Guadalajara beträgt ca. 50 Kilometer (Fahrtstrecke). Durch die Gemeinde führt die Autovía A-2 von Guadalajara nach Saragossa. Das Klima ist gemäßigt bis warm; Regen (523 mm/Jahr) fällt übers Jahr verteilt.

## Bevölkerungsentwicklung
| Jahr      | 1970 | 1981 | 1991 | 2001 | 2011 | 2021 |
| Einwohner | 202  | 155  | 120  | 121  | 98   | 78   |

## Sehenswürdigkeiten
- Michaeliskirche